# 아케메네스 왕국
아케메네스 왕국(페르시아어: پادشاهی هخامنشی)은 아케메네스 왕조의 제국 이전 역사를 나타낸다. 왕국의 초대 국왕인 아케메네스는 아케메네스 왕조의 조상이었으며, 또한 왕조에 그의 이름을 주었다. 아케메네스 왕국은 페르시아(이란 남서부 지역)와 안샨(이란 남서부 지역)의 지배 왕국이었다.
전승에 따르면 아케메네스의 뒤를 이어 테이스페스가 왕위를 계승하였으며, 테이스페스는 그의 아들인 아리아람네스와 키루스 1세에게 왕국을 분할하였다.

## 역사
왕조의 첫 번째 구성원인 아케메네스가 신화적인 인물인지 실제 왕인지는 알려져 있지 않다. 그러나 역사적으로나 신화적으로나 그는 후기 아케메네스 왕조에게 테이스페스의 아버지로 알려졌다. 명백하게, 아케메네스 왕국은 테이스페스에 의해 그의 아들 아리아람네스와 키루스 1세 로 분할 상속되었다. 그때부터 왕조는 아리아람네스가 지배하던 파르스와 키루스가 지배하던 안샨 두 지역으로 나뉘었다.
키루스 1세의 아들이자 키루스 2세의 아버지인 캄비세스 1세는 메디아의 왕 아스티아게스의 지배하에 놓였으며, 대왕의 딸인 만다네와 결혼하였다. 그러나 캄비세스는 곧 아스티아게스에게 반란을 일으켰다. 캄비세스가 반란 도중 사망하는 사이 그의 아들 키루스 보졸그는 할아버지의 영역을 성공적으로 정복하고 아케메네스 왕국을 제국으로 발전시켰다.

## 통치자
달력에서 키루스 대왕은 자신을 테이스페스의 후손이라고 소개하였으나 아케메네스에 대한 언급은 하지 않았다.
나는 키루스, 우주의 왕, 위대한 왕, 강력한 왕, 바빌론의 왕, 세계 사방의 왕, 수메르와 아카드의 왕, 캄비세스 대왕의 아들, 키루스 대왕의 손자, 안산 성의 왕, 대왕 테이스페스의 후손, 안산 왕, 안산 시의 왕이다.— 키루스 대제

베히스툰 비문에서 다리우스 1세는 아케메네스가 테이스페스의 아버지라고 말했다.
내 아버지는 흐스타페스이다. 흐스타페스의 아버지는 아르사메스이다. 아르사메스의 아버지는 아리아람네스이다. 아리아람네스의 아버지는 테이스페스다. 테이스페스의 아버지는 아케메네스이다.— 다리우스 1세

다리우스에 따르면 그 이전에는 8명의 아케메네스 왕이 있었다.
이것이 우리가 아케메네스 왕조라고 불리는 이유이다. 고대부터 우리는 고귀했다. 고대부터 우리 왕조는 왕족이었다. 내 왕조 중 여덟 명이 나보다 먼저 왕이었다. 나는 아홉 번째이다. 9번 연속으로 우리는 왕이 되었다.— 다리우스 1세

아케메네스 왕조의 족보는 또한 헤로도토스에 의해 보고된다. 그에 따르면 다리우스, 히스타스페스, 아르사메스, 아리아람네스, 테이스페스는 다리우스 가문의 아케메네스 왕조였고, 키루스 2세, 캄비세스 1세, 테이스페스, 아케메네스는 다른 쪽의 왕이었다. 플라톤은 또한 그리스 신 제우스 아들인 페르세우스의 아들인 아케메네스를 묘사한다.

### 안산의 아케메네스 왕조
| 초상화                       | 이름                         | 가족 관계                                 | 군림                         | 메모                             |
| 아케메네스 왕조(~705–559 BC) | 아케메네스 왕조(~705–559 BC) | 아케메네스 왕조(~705–559 BC)              | 아케메네스 왕조(~705–559 BC) | 아케메네스 왕조(~705–559 BC)     |
| ---------------------------- | ---------------------------- | ----------------------------------------- | ---------------------------- | -------------------------------- |
|                              | 아케메네스                   |                                           | ~705 BC                      | 아케메네스 왕국의 첫 번째 통치자 |
|                              | 테이스페스                   | 아케메네스의 아들                         | ~640 BC                      |                                  |
|                              | 키루스 1세                   | 테이스페스의 아들                         | ~580 BC                      |                                  |
|                              | 캄비세스 1세                 | 키루스 1세의 아들이자 키루스 2세의 아버지 | ~550 BC                      |                                  |

## 유산

아케메네스 제국의 강역

한때 이란 남부의 작은 왕조였던 아케메네스 왕조는 2세기 이상 고대 세계의 대부분을 통치하였다. 왕조의 일원인 키루스 대왕은 메디아, 바빌론, 리디아를 정복하였고 그의 아들 캄비세스 2세는 이집트를 정복하였다.